# Nhẵn diệp hòn bà
Nhẵn diệp hòn bà (danh pháp hai phần:Liparis honbaensis) là một loài lan đặc hữu của Việt Nam, được tìm thấy ở Khu bảo tồn thiên nhiên Hòn Bà, tỉnh Khánh Hòa vào năm 2015 và công bố loài mới vào năm 2016.